# پاول دو شایو
پاول بلونی دو شایو (Paul Belloni Du Chaillu)‏ (۳۱ ژوئیه ۱۸۳۱ (مورد مناقشه) - ۲۹ آوریل ۱۹۰۳) یک جهانگرد، جانورشناس و مردم‌شناس فرانسوی-آمریکایی بود. او در دهه ۱۸۶۰ به عنوان اولین اروپایی مدرن بود که وجود گوریل‌ها را تأیید کرد و بعدها وجود قوم پیگمی آفریقای مرکزی را تأیید کرد و این دلیل شهرت او شد. او بعدها در مورد دوره پیش از تاریخ اسکاندیناوی تحقیق کرد.

## اوایل زندگی و اصل و نسب
گزارش‌های متناقضی در مورد سال و محل تولد دو شایو وجود دارد. روز تولد او ۳۱ ژوئیه است. اما سال‌های متفاوتی همچون ۱۸۳۱ (توافق عمومی پژوهشگران امروزی)، ۱۸۳۵،‏ یا ۱۸۳۹ برای سال تولد او، ذکر شده‌است. گزارش‌ها معمولاً پاریس یا نیواورلئان را به عنوان محل تولد احتمالی او ذکر می‌کنند. یک آگهی ترحیم معاصر، موردی را نقل می‌کند که دو شایو به آن اشاره کرده‌است «آمریکا، کشوری است که در آن بزرگ شده‌ام و … فرانسه، سرزمین مادری من است». مدخل او در ویرایش ۱۹۰۱–۱۹۰۲ Who's Who اثر مارکوئیس (دایرةالمعارف افراد معروف آمریکایی) - بر اساس اطلاعاتی که او به‌صورت مستقیم در اختیار ویراستاران قرار داده بود – می‌گوید او در سال ۱۸۳۸ در نیواورلئان متولد شده‌است. سنگ قبر او، محل تولد او را لوئیزیانا و سال تولد او را ۱۸۳۹ نشان می‌دهد.
ادوارد کلود، دوست دو شایو، در خاطراتش داستان را به شکل متفاوتی بیان می‌کند. کلود، از نیویورک به عنوان یک محل ادعایی دیگر یاد کرد، اما اظهار داشت که زادگاه واقعی دو شایو، جزیره فرانسوی ایل بوربن در اقیانوس هند است که اکنون رئونیون نامیده می‌شود. او در ادامه مدعی شد که مادر دو شایو یک زن دورگه بوده‌است. در ۱۹۷۹، مورخ، هنری اچ. بوچر شواهدی شامل سوابق پدر دو شایو، در حمایت از دیدگاه کلاد ارائه کرد. بوچر استدلال می‌کرد که دو شایو، به عنوان یکی از اعضای جامعه علمی اروپا، سعی می‌کرد تا تاریخچه خانوادگی خود را که به او برچسب دو رگه بودن می‌زد، مبهم یا پنهان نگه‌دارد. در فضای نژادگرایی علمی قرن نوزدهم، اغلب اینگونه در نظر گرفته می‌شد که بوزینه‌های بزرگ و آفریقایی‌های صحرای جنوب، هر دو ظرفیت جمجمه کوچکی دارند و در نتیجه ذاتاً قادر به دستیابی به تمدن نیستند. در نتیجه اعتبار دو شایو به عنوان یک دانشمند و کاوشگر، آسیب می‌دید. در واقع، نظرات در نوشته یک از هم عصران دو شایو، قوم‌شناس آفریقایی، مری کینگزلی، نشان می‌دهد؛ حداقل برخی از دانشمندان که در مورد دو شایو بد فکر می‌کردند، از اصل و نسب او یا سایر اطلاعات بی‌اعتبار دربارهٔ او، اطلاع داشتند.
در جوانی، او به همراه پدرش، یک تاجر فرانسوی در استخدام یک شرکت پاریسی، به سواحل غربی آفریقا، جاییکه در ایستگاهی در گابن، توسط مبلغان مذهبی آموزش دید، رفت و نسبت به این کشور و تاریخ طبیعی آن، بومیان آن و زبان آنها قبل از مهاجرت به ایالات متحده در سال ۱۸۵۲، آگاهی و علاقه پیدا کرد.

## زندگی شخصی
دو شایو دوست ادوارد کلود بود و در یکی از گردهمایی‌های کلودز ویتسان در استرافورد هاوس، آلدبورگ، سافک، همراه با جان ریس، گرانت آلن، یورک پاول و جوزف تامسون حضور داشت. همچنین، او به همراه شخصیت‌های دیگر که اکثر آنها عضو جامعه ادبی بودند، در تیم کریکت آماتور جی.ام. بری –نویسنده- به نام «آلاهاکبریز» عضو بود.
او در حالی که در یک بازدید علمی از روسیه به عنوان بخشی از تحقیقات خود در مورد مردم اسکاندیناوی بود، بر اثر سکته مغزی در سن پترزبورگ درگذشت. وی در قبرستان وودلاون در برانکس، شهر نیویورک به خاک سپرده شد.

## ارجاعات
1. ↑  Bucher 1979, pp. 17.
2. ↑  "It May Be Truth, but It Is Not Evidence": Paul du Chaillu and the Legitimation of Evidence in the Field Sciences, Stuart McCook, Osiris, 2nd Series, Vol. 11, Science in the Field (1996), pp. 177-197
3. 1 2  Miller, John William. "Paul Belloni Du Chaillu". The Literary Encyclopedia. Retrieved March 12, 2013.
4. ↑  Obituary: Paul Belloni du Chaillu, E. G. Ravenstein, The Geographical Journal, Vol. 21, No. 6 (Jun. , 1903), pp. 680-681
5. ↑  DU CHAILLU, Paul in Marquis Who's Who, 1901-1902 edition; via archive.org
6. ↑  Clodd 1926, pp. 71–4.
7. ↑  Bucher 1979, pp. 28–30.
8. ↑   One or more of the preceding sentences incorporates text from a publication now in the public domain: Chisholm, Hugh, ed. (1911). "Du Chaillu, Paul Belloni". Encyclopædia Britannica (به انگلیسی). Vol. 8 (11th ed.). Cambridge University Press. p. 629.
9. ↑  Conniff 2011, pp. 303.